# Hotel Excelsior Palace
El Hotel Excelsior Palace (anteriormente conocido como Hôtel Excelsior) es un hotel situado en Casablanca, Marruecos, concretamente en la Plaza de las Naciones Unidas, conocida como Place de France, durante el Protectorado francés, momento en el que se inauguró el hotel. Fue construido entre 1914 y 1916, y su arquitecto es Hippolyte Delaporte. Junto con los grandes almacenes Magasins Paris-Maroc, es una de las primeras obras del arquitecto en la ciudad.: 60–62 

## Historia
En 1901, la ciudad de Casablanca contaba con tres hoteles. En 1911, después de la ocupación francesa de Casablanca, el comandante francés Charles Martial Joseph Dessigny contabilizó seis o siete hoteles y cuatro o cinco restaurantes europeos, señalando que "un hotel equipado con comodidades modernas es deseable y estaría seguro de tener una buena clientela". El Excelsior satisfacía los planes del comandante, quien en julio de 1908 había sido puesto a cargo de un departamento de instalaciones públicas creado por las autoridades francesas. El Hotel Excelsior fue construido en el lugar que había sido un matadero. Inicialmente imaginado como un edificio de seis pisos, el hotel y su vecino Magasins Paris-Maroc representó un cambio con respecto a la medina adyacente en términos de escala.: 60–62 
El Excelsior atendía a un segmento emergente de la población de Casablanca, ofreciendo comodidades modernas a los hombres de negocios occidentales que iban y venían.: 60–62   El hotel y su brasserie sustituyeron rápidamente al Café du Commerce como lugar de encuentro para negocios y especulaciones inmobiliarias.: 60–62 
Henry Dugard en Le Maroc Au Lendemain De La Guerre escribió que su construcción representa la transformación de Casablanca de un "monstruo rudo y sin refinar" a una ciudad civilizada.: 60–62 

## Arquitectura
El edificio tenía una estructura de hormigón y frisos y balcones de inspiración en los temas decorativos neo-mauresque, entonces populares en Argelia y Túnez, también ocupados por los franceses. : 60–62 

## Galería
|                                   |
| El hotel en construcción en 1916. |

|                                                    |
| Anuncio del hotel publicado en la Avenir illustré. |

|                   |
| El hotel en 1931. |

|                   |
| El hotel en 2024. |